# Nymphicula callichromalis
Nymphicula callichromalis is een vlinder uit de familie van de grasmotten (Crambidae), uit de onderfamilie van de Acentropinae. De wetenschappelijke naam van deze soort is voor het eerst gepubliceerd in 1878 door Paul Mabille.
De soort komt voor in Madagaskar.